# Tephrosia lamprolobioides
Tephrosia lamprolobioides är en ärtväxtart som beskrevs av Ferdinand von Mueller. Tephrosia lamprolobioides ingår i släktet Tephrosia och familjen ärtväxter. Inga underarter finns listade i Catalogue of Life.